# Prokopis Pavlopoulos
Prokopios "Prokopis" Pavlopoulos (grško Προκόπιος "Προκόπης" Παυλόπουλος,izgovorjava [proˈkopis pavˈlopulos]), grški politik; * 10. julij 1950, Kalamata.
Pavlopoulos je upokojeni grški politik, ki je bil med letoma 2015 in 2020 predsednik Grčije. Kot član stranke Nova demokracija je bil pred tem od leta 2004 do 2009 minister za notranje zadeve. 13. marca 2020 ga je nasledila Katerina Sakellaropoulou, ki je postala prva ženska na položaju predsednice Grčije.
17. februarja 2014 je takratni premier Aleksis Cipras Pavlopoulosa nominiral za kandidata vladajoče koalicije Siriza - ANEL za predsednika Grčije. 18. februarja 2015 je bil Pavlopoulos s podporo Sirize, ANEL in lastne stranke Nova demokracija izvoljen v grškem parlamentu izvoljen za novega predsednika Grčije z 233 glasovi podpore. Položaj je zasedel 13. marca 2015. 
Pavlopoulos je poročen z Vlassio Pavlopoulou-Peltsemi, s katero ima tri otroke; hčerki Mario in Zoe ter sina Vasilisa.
David Davis, sin Katarine, prestolonaslednice Jugoslavije (in njenega moža Alexandra Davisa), je krščenec predsednika Prokopisa Pavlopoulosa.